# 全氟对乙基己烷磺酸
全氟对乙基己烷磺酸（PFEtCHxS）是一种有机化合物，化学式为C8HF15O3S，它是一种表面活性剂，可用于金属电镀和精加工、半导体制造、光刻工艺等领域。它在环境中不易降解，已在多种环境中被检测出。